# Cornelis Evertsen der Jüngste
Cornelis Evertsen (der Jüngste, auch genannt Keesje de Duivel) (* 16. November 1642 in Vlissingen; † 16. November 1706 in Middelburg) war ein niederländischer Freibeuter und Admiral. Er eroberte 1673 Sint Eustatius und vorübergehend auch New York zurück. In der Seeschlacht von Beachy Head im Jahr 1690 kommandierte er die Vorhut der verbündeten englischen und niederländischen Flotte und bewahrte die gemeinsame Flotte durch ein geschicktes nautisches Manöver vor der Vernichtung.

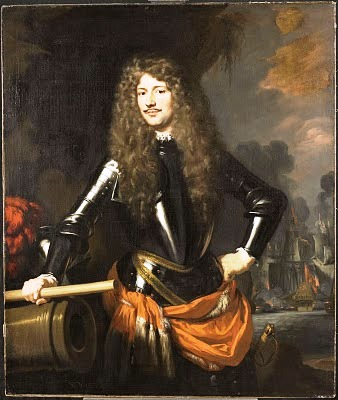
Cornelis Evertsen (Gemälde von Nicolaes Maes aus dem Jahr 1680)

## Familie
Er stammte aus einer bekannten Familie von Seefahrern. Nach der Familie wurden seit dem 19. Jahrhundert eine Reihe von Kriegsschiffen der niederländischen Marine benannt. Er war Sohn des gleichnamigen Admirals Cornelis Evertsen der Ältere und Neffe des Admirals Johan Evertsen. Zur Unterscheidung von seinem Vater und seinem ebenfalls gleichnamigen Cousin („der Jüngere“), wurde er der „Jüngste“ genannt. Möglicherweise bereits als Kind erhielt er wegen seines Ungestüms den Beinamen Keesje de Duivel (Cornelius der Teufel). Er selbst hat nie geheiratet.

## Leben

### Aufstieg
Er fuhr bereits mit zehn Jahren zur See und diente zunächst unter seinem Vater. Drei Jahre später wurde er offiziell in die Liste der Zeeländischen Marine aufgenommen. Im Jahr 1661 diente er als zweiter Offizier auf dem Flaggschiff seines Vaters der Vlissingen.
Ein erstes Schiff kommandierte er 1665 im englisch-niederländischen Krieg. Es handelte sich um die Eendracht mit 32 Kanonen. Er fuhr dabei als Freibeuter. Dieses und ein weiteres niederländisches Schiff wurden im Februar in ein Gefecht mit drei englischen Kriegsschiffen verwickelt. Dabei wurde Evertsen gefangen genommen, aber auf Befehl Karl II. wieder freigelassen.
In der Seeschlacht bei Lowestoft 1665 war er Flaggkapitän. Im Juni 1666 wurde er Kommandant des Flaggschiffes seines Vaters Walcherens. In der Viertageschlacht erlebte er den Tod seines Vaters mit. Er nahm im selben Jahr an der Schlacht am St. James Day und 1667 am Überfall im Medway unter Michiel de Ruyter teil.
Vor dem offiziellen Beginn des dritten englisch-niederländischen Krieges verteidigte er einen Konvoi nach Smyrna gegen eine britische Flotte. In der Seeschlacht von Solebay 1672 kommandierte er die Swaenenburgh. Evertsen war ein früher Unterstützer und Vertrauter von Wilhelm III. von Oranien. Als dieser 1672 Statthalter der Vereinigten Provinzen wurde, begann der Aufstieg Evertsen in höhere Ränge.

### Reise von 1672/73
Im Auftrag der niederländischen Westindien-Kompanie übernahm er den Befehl über eine Freibeuterflotte. Diese bestand aus sechs Schiffen. Flaggschiff war die Swaenenburgh mit 44 Kanonen und 186 Mann Besatzung. Die Flotte überquerte den Atlantik und traf im März 1673 in Surinam ein. Zusammen mit einer Flotte unter Jacob Binckes fuhr er in die Karibik und eroberte im Juni 1673 die Insel Sint Eustatius. Die Flotte fuhr weiter zur nordamerikanischen Küste. Er zerstörte oder kaperte vor Virginia zahlreiche mit Tabak beladene Handelsschiffe. Nachdem er auf Widerstand der Royal Navy gestoßen war, segelte er Richtung Norden und ankerte am 7. August vor Staten Island. Zusammen mit den Prisen befehligte Evertsen nun 27 Schiffe mit 1600 Mann Besatzung.
Evertsen verlangte die Übergabe der Stadt New York als niederländisches Eigentum. Durch holländische Einwohner erfuhr er von den Stellungen der Engländer in der Stadt. Am 8. August lieferte sich die Flotte von Evertsen ein Artilleriegefecht mit dem Fort der Stadt. Eine Landungstruppe konnte die Übergabe der Festung erreichen, ohne dass es zum Kampf gekommen wäre. Den Engländern wurde freier Abzug gewährt und Evertsen stellte die niederländische Herrschaft in der Gegend wieder her. Danach fuhren Evertsen und Binckes zurück über den Atlantik und kaperten auf dem Weg weitere Schiffe. Als sie im Dezember 1673 im neutralen Cádiz ankamen, hatten sie insgesamt 34 englische und französische Prisen erobert und 150 weitere Schiffe versenkt. Die Taten kamen der niederländischen Regierung allerdings ungelegen, da diese gerade über einen Frieden mit England verhandelte. Im Frieden von Westminster gaben die Niederländer New York dann auch an die Engländer zurück.

### Admiral
Im Jahr 1675 wurde Evertsen zum Konteradmiral von Zeeland ernannt, nahm aber keinen aktiven Anteil mehr am Krieg. Nach dem Friedensschluss auch mit Frankreich 1679 wurde er zum Vizeadmiral und 1684 zum Leutnantadmiral ernannt. Seit 1688 war Evertsen oberster Admiral von Zeeland (Luitnant-Admiraal).
Im Herbst des Jahres kommandierte er im Zuge der Glorious Revolution zusammen mit Arthur Herbert, 1. Earl of Torrington die Flotte, die Wilhelm III. und Maria II. nach England brachte. Im Jahr 1690 kommandierte er während des Krieges der Großen Allianz gegen Frankreich die Vorhut der verbündeten englischen und niederländischen Flotte in der Seeschlacht von Beachy Head. Es war das erste Mal, dass ein zeeländischer Admiral die gesamte niederländische Flotte führte. Beide Flotten zusammen waren schwächer als die französische Flotte unter Anne Hilarion de Costentin de Tourville. Die Verbündeten standen unter dem Oberbefehl von Lord Torrington. Dieser erwies sich in der Schlacht als wenig kompetent und griff mit der Hauptmacht kaum ein. Deshalb konnten die Franzosen sich auf die niederländische Vorhut und die englische Nachhut konzentrieren. Daher erlitt die Vorhut unter Evertsen, die sich auf einen Nahkampf einließ, schwere Verluste. Um die Flotte zu retten, nutzte er bei fehlendem Wind die einsetzende Ebbe zu einem geschickten nautischen Manöver aus, das auch die Engländer mitmachten. Er ließ bei vollen Segeln plötzlich ankern, und die Franzosen wurden durch den Ebbstrom abgetrieben.
Nach dem Gefecht gab es heftige Anschuldigungen der Niederländer an Torrington, wegen der fehlenden Unterstützung durch das englische Gros der Flotte. Torrington musste erst in den Tower, dann musste er sich vor dem Kriegsrat rechtfertigen. Obwohl freigesprochen erhielt er nie wieder ein Kommando. Von englischer Seite wurde sogar versucht, auch Evertsen einen Anteil an der Niederlage anzukreiden.
Aufgrund politischer Konstellationen war vorgesehen für das nächste Jahr Luitnant-Admiraal-Generaal Cornelis Tromp nach langer Zeit wieder ein Kommando zu geben. In der Provinz Holland, die drei der fünf niederländischen Admiralitäten unterhielt, wollte man außerdem nicht den Oberbefehl einem Zeeländer geben. Deshalb erhielt Evertsen für 1691 kein Kommando.